# 自远堂琴谱
《自遠堂琴譜》，古琴譜，清吳灴撰，嘉慶七年（1802）出刊，為廣陵琴派代表琴譜之一。

## 內容
共12卷90首琴曲，包括來自《澄鉴堂琴谱》、《五知斋琴谱》两书的45曲，並增收《龙翔操》、《梅花三弄》、《幽兰》、《天台引》等45操新曲，每操仅注有调性、调式，无解题、后记。凡例雖云“琴以音韵为工，有文者每致拘滞”，但将有词的30首琴曲列入琴谱的最后第12集卷。

## 歷史背景及琴譜特點
清代到了乾隆嘉靖之間，社會經濟、思想學術有了顯著變化。人們對於一般事物漸有追求真理和實事求是之風。古琴的演奏，在這一背景下出了一些人物，尤其在江左，當廣陵派形成之後，揚州漸漸有了交流切磋的習慣。這一部在“自寫意趣”方面經過刻苦鑽研而集大成的《自遠堂琴譜》，就再這個時候出現了。
該譜的有點事，搜集大型琴曲較多，而“自寫意趣”的改編之法又空前地細緻統一，自始至終按傳統指法忠實地記出，譜式十分完整。因而成爲繼《五知齋琴譜》之後又一部翻刻最多，影響較大的琴譜。此譜的缺點是琴論方面無所建樹，照抄《皇極定聲》與王坦《琴旨》列於譜前。